# Lorenzo Rustici
 (février 2013).
Pour les articles homonymes, voir Rustici.
Lorenzo Rustici dit Il Rustico (Sienne, 1512 - 1572) est un peintre italien  de l'école siennoise actif au XVIe siècle.

## Biographie
Lorenzo Rustici (1512 - 1572)est un peintre et réalisateur de stucs actif essentiellement à Sienne.  
Un document atteste d'un contrat spécifique pour son travail pour la peinture du plafond de la Loggia della Corte de' Mercanti à Sienne. Il a aussi peint dans l'église de San Pietro alla Magione à Sienne.
Son fils Cristoforo ainsi que son petit fils Francesco sont aussi des peintres.

## Œuvres
Sienne
- Chiesa di San Pietro alla Magione : Madonna e il Bambino (Fresque)
- Basilique San Clemente in Santa Maria dei Servi : Angeli
- Loggia della Mercanzia : fresques et stucs (1554)
- Oratorio della Compagnia della Santissima Trinità : fresques et stucs,
- Palazzo Salimbeni, siège  de la Monte dei Paschi di Siena :
  - Cristo in Pietà e due Angeli (fresque, Salone della Rocca, 310 × 284 cm, Inv. 381682)[3]
  - Ecce homo (Collection  Chigi Saracini, Inv. 273)

Pienza, Museo diocesano
- San Giovanni Battista, Cristo in pietà et Battesimo del Cristo (1570), salle 7[4]
- Madonna col Bambino (provenance : Chiesa di Sant’Ansano a Dofàna in Castelnuovo Berardenga)